# Tvrdi ljulj
Tvrdi ljulj (kruti ljulj; lat. Lolium rigidum, sin. Lolium strictum C.Presl), vrsta ljulja, jednogodišnjeg raslinja iz porodice trava. Raširena je po dijelovima Europe (uključujući i Hrvatsku), Azije i Afrike, a uvezena je i u obje Amerike i Australiju.
L. rigidum je jednogodišnja vrsta do jedan metar visine. U Australiji se smatra korovom otpornim na herbicide koji napada milijune hektara uzgojnih sustava južne Australije, ali se i uzgaja kao pašnjačka vrsta.
Postoje mnogobrojni sinonimi.

## Vanjske poveznice
|  | Zajednički poslužitelj ima još gradiva o temi Lolium rigidum |
|  | Wikivrste imaju podatke o taksonu Lolium rigidum             |